# ضغط شرياني وسطي
الضغط الشرياني الوسطي (بالإنجليزية: Mean arterial pressure)‏ هو مصطلح من علم الطب يصف معدّل ضغط الدم لدى الفرد، وهو معرّف كمعدّل ضغط الدم خلال دورة قلبية واحدة.

## طريقة الحساب
يعرّف الضغط الشرياني الوسطي عن طريق المعادلة الحسابية التالية:

R = ΔP/Q

حيث أنّ:

R يمثّل المقاومة المحيطية الكلية(TPR)

ΔP يمثّل تغيّر الضغط عبر الدوران المجموعي من بدايته حتى نهايته

Q يمثّل الجريان عبر أوعية الدورة المجموعية، وهو مساوٍ للنتاج القلبي
من هنا:

المقاومة المحيطية الكلية = (الضغط الشرياني الوسطي - الضغط الوريدي الوسطي) / نتاج القلب

لذلك يمكن حساب الضغط الشرياني الوسطي حسب المعادلة التالية:

الضغط الشرياني الوسطي = (نتاج القلب * المقاومة المحيطية الكلية) + الضغط الوريدي الوسطي

## أهمية سريرية
يعتبر الضغط الشرياني الوسطي كضغط التروية الذي يراه أعضاء الجسم.
يُعتقد أن ضغط شرياني وسطي أكبر من 60 ملم زئبق كافٍ للحفاظ على أعضاء شخص معدّل. عادة ما يتراوح الضغط الشرياني الوسطي بين 70 و 110 ملم زئبق.